# جون ماكلولين (لاعب كرة قدم مواليد 1936)
جون ماكلولين (بالإنجليزية: John McLaughlin)‏ هو لاعب كرة قدم بريطاني في مركز الهجوم، ولد في 13 نوفمبر 1936 في Lennoxtown ‏ في المملكة المتحدة. لعب مع دونفرملين أثلتيك ونادي ديربن سيتي ونادي غرينوك مورتون ونادي كلايد ونادي ماذرويل ونادي ميلوول.